# 韓屋

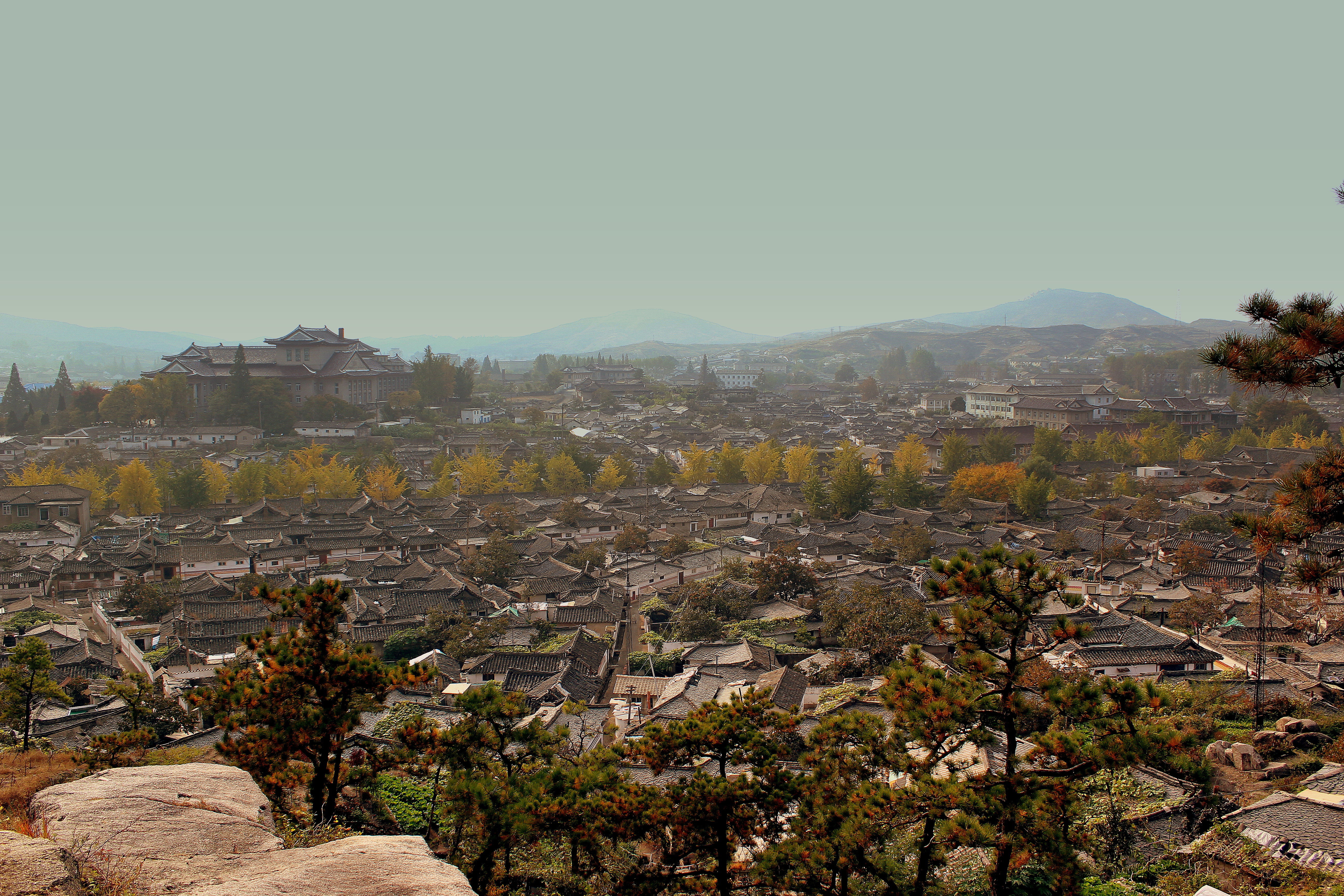
朝鮮様式の家屋が建ち並ぶ開城市旧市街

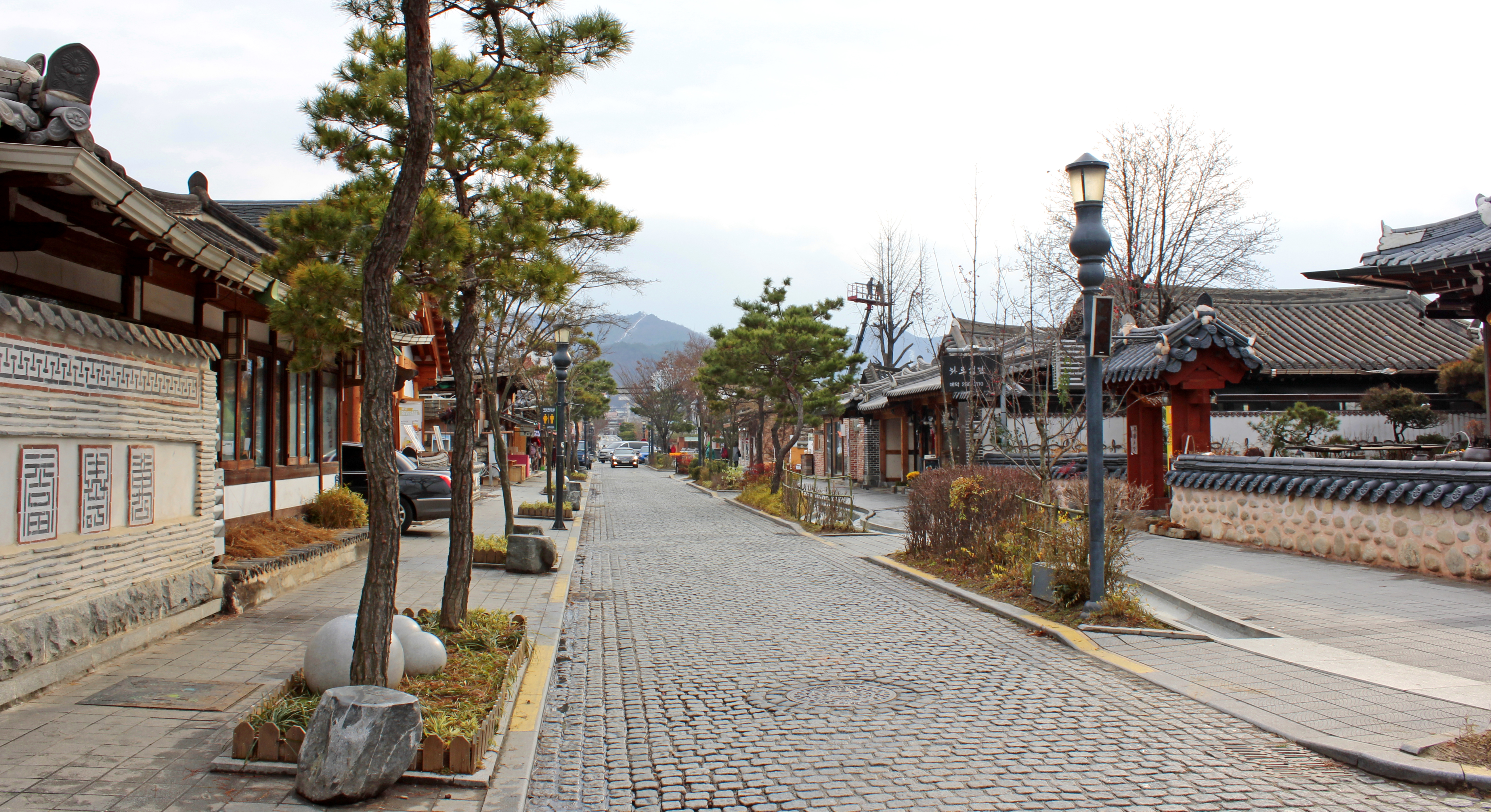
観光地化が進む全州市の韓屋村

韓屋（かんおく、ハノク、한옥）は、伝統的な朝鮮の建築様式を使用した家屋の、大韓民国での呼び名である。これに対して現代の様式で立てられた家は洋屋（ヤンオク）とも呼ばれる。

## 概要
山を背にして、前は水と向き合うように南向きで建てるという、風水の「背山臨水」の原則が守られるのが通常であるが、建て主の四柱推命や職業、持病などにより、建築家が任意に調整することもある。また風の通り道や水の位置、山と平野との距離や方向、すなわち風水地理の理論に基づき、家の目的と居住者の性向により、配置がアレンジされて建てられることもある。
寒い冬はオンドルで床を暖めてすごし、夏は板の間で涼しくすごすことができる。朝鮮の伝統的な建築様式は、いくつかの王朝の時代を経て変遷してきており、現在最も好まれるのは李氏朝鮮の様式が主であり、部分的に統一新羅時代の様式によることもある。
韓屋という言葉の初出は1907年に書かれた文書で、ソウルの敦義門から培材学堂に至る貞洞キル周辺を記録した略図にこの語が書かれている。当時は「住家」や「第宅」などのような用語が俗に使われており、韓屋という単語は特殊な状況で新たに登場した建築物をさす用語といった脈絡で用いられている。日本統治時代には、住宅の改良が論議されつつ「住家」という一般的名称が用いられたが、日本の文化住宅などと区別して「朝鮮住宅」などの表現が用いられた。韓国で韓屋という単語が辞書に載ったのは、1975年編纂の『韓国語辞典』である。1970年代半ば以後、一般的に韓屋そのものは団地形住宅やアパートなどにおされ徐々に退潮したものの、朝鮮の伝統的な建築物を指す名称としての「韓屋」は公式に通用し始めた。

## 一般的な韓屋の構造
広義の韓屋は草葺き（ko:초가）、板葺き（ko:너와집）、瓦葺き（ko:기와집）など朝鮮の伝統建築物を包括するが、韓国でも大衆的な意味での韓屋は瓦葺きの家だけを示すようになった。儒教の影響で男性用の部屋と女性用の部屋が分かれており異性の部屋には入れない。部屋を床から分類すると、土間、マル（마루、板の間）、オンドル床の3種類がある。玄関はなく、各部屋には庭から直接または縁側から通じている。
- 一般的な韓屋は、大門（대문、門）、マダン（마당、庭）、台所（부엌）、舍廊房（ko:사랑방、男性居間）、内房（안방、ko:안방、女性居間）、大庁（ko:대청、板の間の広間）、喂養間（외양간、牛舎）、便所（화장실）、醤ドク台（ko:장독대、味噌などの甕の置き場）などを備えている。
- 一般的な韓屋は、礎石（주춧돌）、柱（기둥）、梁 (建築)（들보）、垂木（서까래）、壁（벽）、窓と扉（문）、庇（처마）、屋根（지붕）などで構成されている。

## 世界遺産
2010年、「大韓民国の歴史的村落－河回と良洞」として韓屋が残る集落が世界遺産に登録された。

## 発展性
韓屋は民家としてのみならずキリスト教の教会などにも転用され文化財にも指定されており、世界遺産を目指す運動もある。 
2000年代以降、伝統回帰と民族意識の高まりから新築家屋に鉄骨やコンクリートを用いて韓屋風に建てる事例が増え、北漢山の麓に宅地造成された恩平韓屋村（은평한옥마을）はニュータウンが丸ごと韓屋で構成され、恩平歴史韓屋博物館も併設されている。韓屋整備には補助金も出ることにもなった。さらに国際禅センターのようなビル建築に外観デザインを採り入れたトラディショナル・サクセション・アーキテクチャも見られる。
韓屋を観光資源として飲食店や土産物店に改装する例が増えており、公州韓屋村のように観光開発のために韓屋集落を新たに造成する例もある。北朝鮮においても韓屋を活用した開城民俗ホテルなどが整備されている。